# 市川由紀乃
市川由紀乃（いちかわ ゆきの，1976年1月8日—），本名松村真利（まつむら まり），是近年来備受矚目的日本演歌歌手，出生於埼玉縣埼玉市。身高：171cm，星座：摩羯座，血型：A型。是演歌界重量級作曲家市川昭介的門生，「市川」的姓也是從他那里得來的。

## 經歷
- 中學1年級時，雙親離婚。與母親及患有腦性麻痺、年長8年的兄長松村浩司一同投靠市川家[1]。
- 16歲的時候，獲得埼玉新聞社主辦的卡拉OK大賽冠軍，隨即受到節目製作單位的星探所邀請，開始踏進藝能界。
- 1993年8月21日，以『女人的祭祀』（おんなの祭り）初次亮相。
- 1994年，獲得文化放送「第26屆新宿音樂祭」新人獎。
- 1994年，獲得東京電視「第13屆大都會歌謠祭」新人獎。
- 1996年，獲得「第六屆NHK新人歌唱大賽」優秀獎。
- 1998年1月21日，出道5週年紀念曲《花亂舞》發行。
- 1998年10月21日，轉會至國王唱片，並推出首張單曲《一次就好》（一度でいいから）。
- 2001年4月1日，擔任文化放送「奔跑吧!歌謠曲」（走れ!歌謡曲）個性主持人。
- 由於長時間的精神體力透支，令她受到了倦怠的困擾，於是從2002年4月開始的4年半，暫時休止歌手活動。
- 2006年9月26日，恩師市川昭介去世；同年10月25日，相隔五年後重新踏進舞台，推出新曲《海峽出船》發行，這曲也是市川昭介為她最後錄音的曲子。同日亦開設了官方的網誌「市川由紀乃部落格」。
- 2008年，兄長松村浩司離世，得年39歲。
- 2009年4月1日正式成立了歌迷會「市川由紀乃 粉絲俱樂部」。
- 2010年7月2日出演東京電士台「第41屆夏祭日本的歌」。
- 2012年10月，憑《棧橋時雨》，獲日本作曲家協會於「日本作曲家協會音樂祭・2012」中頒發「獎勵獎」[2]。
- 2013年9月15日首次於「NHK揚聲歌唱」中擔任嘉賓，10月時再次憑《棧橋時雨》，被日本作曲家協會於「第6回日本作曲家協會音樂祭・2013」中頒發「有線話題獎」[3]。
- 2014年憑《流冰波止場》，第二度獲日本作曲家協會於「日本作曲家協會音樂祭・2014」中頒發「獎勵獎」[4][5]，及後於第56回日本唱片大賞中・再獲頒發「日本作曲家協會獎勵獎」。
- 2016年7月30日，出任福島縣國見町應援大使[6]，同時憑單曲《我心重覆着》大賣，同年首次入選紅白歌合戰[7]，是繼水森香織後，13年來首次再有初出場的女性演歌歌手。
- 2017年3月推出的單曲 《流浪的花朵》上到日本公行榜的11位，為市川出道以來在公行榜上位居最高的作品。11月中再次受邀參加年底的紅白歌合戰。

## 作品

### 單曲
| 發行次序 | 發售日         | 標題                    | 作詞       | 作曲       | 編曲     | Oricon最高排名              |
| -------- | -------------- | ----------------------- | ---------- | ---------- | -------- | --------------------------- |
| 1        | 1993年8月21日  | 女人的祭祀 （）         | 下地亞記子 | 杉原さとし | 前田俊明 |                             |
| 2        | 1994年3月23日  | 幸福天氣 （幸福日和）           | 木下龍太郎 | 弦哲也     | 山田年秋 |                             |
| 3        | 1994年9月21日  | 女人道成寺 （娘道成寺）         | 木下龍太郎 | 弦哲也     | 櫻庭伸幸 |                             |
| 4        | 1995年5月21日  | 祝壽歌 （寿祝い唄）             | 松井由利夫 | 岸本健介   | 池多孝春 |                             |
| 5        | 1996年3月21日  | 越後絶唱                | 木下龍太郎 | 水森英夫   | 池多孝春 |                             |
| 6        | 1996年10月21日 | 千姬 （千姫）               | 木下龍太郎 | 岡千秋     | 櫻庭伸幸 |                             |
| 7        | 1997年3月21日  | 牡丹雪                  | 木下龍太郎 | 水森英夫   | 池多孝春 |                             |
| 8        | 1998年1月21日  | 花亂舞 （花乱舞）             | 松井由利夫 | 水森英夫   | 池多孝春 |                             |
| 9        | 1998年10月21日 | 一次就好 （一度でいいから）           | たかたかし | 水森英夫   | 前田俊明 |                             |
| 10       | 1999年8月27日  | 女人的純情 （おんなの純情）         | たかたかし | 弦哲也     | 山田年秋 |                             |
| 11       | 2000年3月24日  | 海峽冰雨 （海峡氷雨）           | 木下龍太郎 | 市川昭介   | 前田俊明 |                             |
| 12       | 2001年2月7日   | 愛情的坡道 （絆坂）         | 木下龍太郎 | 市川昭介   | 前田俊明 |                             |
| 13       | 2001年10月30日 | 最遠的海峽 （さいはて海峡）         | 木下龍太郎 | 市川昭介   | 前田俊明 |                             |
| 14       | 2006年10月25日 | 海峽出船 （海峡出船）           | 木下龍太郎 | 市川昭介   | 前田俊明 | 35位 演歌、歌謠曲部門第2位  |
| 15       | 2007年6月6日   | 能登絶唱                | 木下龍太郎 | 宮下健治   | 南鄉達也 | 34位 演歌、歌謠曲部門第3位  |
| 16       | 2008年1月1日   | 浮世草                  | 木下龍太郎 | 宮下健治   | 南鄉達也 | 21位 演歌、歌謠曲部門第4位  |
| 17       | 2008年8月27日  | 横笛物語                | 木下龍太郎 | 弦哲也     | 櫻庭伸幸 | 42位 演歌、歌謠曲部門第6位  |
| 18       | 2009年6月10日  | 等待花開的日子 （花の咲く日まで）     | たかたかし | 弦哲也     | 南鄉達也 | 37位 演歌、歌謠曲部門第5位  |
| 19       | 2010年2月24日  | 海峽之夜將迎接黎明 （海峡の夜が明ける） | 池田充男   | 市川昭介   | 前田俊明 | 40位 演歌、歌謠曲部門第10位 |
| 20       | 2010年10月27日 | 女人的潮路 （女の潮路）         | 麻曆       | 岡千秋     | 前田俊明 | 30位 演歌、歌謠曲部門第1位  |
| 21       | 2011年10月5日  | 棧橋時雨 （桟橋時雨）           | 木下龍太郎 | 岡千秋     | 前田俊明 | 17位 演歌、歌謠曲部門第2位  |
| 22       | 2013年2月27日  | 風的海峽 （風の海峡）           | 麻曆       | 岡千秋     | 池多孝春 | 18位 演歌、歌謠曲部門第1位  |
| 23       | 2013年10月23日 | 流冰碼頭 （流氷波止場）           | 喜多條忠   | 幸耕平     | 龍崎孝路 | 20位 演歌、歌謠曲部門第1位  |
| 24       | 2014年9月3日   | 海峽岬 （海峡岬）             | 石原信一   | 幸耕平     | 龍崎孝路 | 18位 演歌、歌謠曲部門第1位  |
| 25       | 2015年4月22日  | 讓生命綻放出來 （命咲かせて）     | 石原信一   | 幸耕平     | 丸山雅仁 | 25位 演歌、歌謠曲部門第1位  |
| 26       | 2016年4月20日  | 我心重覆着 （心かさねて）         | 石原信一   | 幸耕平     | 丸山雅仁 | 19位 演歌、歌謠曲部門第1位  |
| 27       | 2017年3月22日  | 流浪的花朵 （はぐれ花）         | 麻曆       | 徳久広司   | 丸山雅仁 | 11位 演歌、歌謠曲部門第1位  |

### 專輯
- 「絶唱演歌・由紀乃最初專輯」…1996年5月22日
- 「最佳專輯・花－市川由紀乃5周年記念專輯」…1998年4月22日
- 「全曲集」…1999年9月3日
- 「市川由紀乃 全曲集」…2000年9月6日
- 「市川由紀乃最佳專輯「絆坡」」…2001年3月21日
- 「市川由紀乃 全曲集」…2001年9月5日
- 「2002年 歌手全曲集 市川由紀乃」…2002年9月4日
- 「市川由紀乃全曲集」…2006年11月22日
- 「市川由紀乃最佳選擇2007」…2007年4月11日
- 「市川由紀乃全曲集2007〜日本歌謠名曲選〜」…2007年10月10日
- 「市川由紀乃最佳選擇2008」…2008年4月9日
- 「市川由紀乃・齊藤功 結他演歌決定版」…2008年7月9日
- 「市川由紀乃全曲集2009」…2008年10月8日
- 「市川由紀乃・齊藤功 結他演歌決定版 第2集」…2008年11月26日
- 「市川由紀乃最佳選擇2009」…2009年4月8日
- 「市川由紀乃・齊藤功 結他演歌決定版 第3集」…2009年7月23日
- 「市川由紀乃最佳選擇2010」…2010年4月7日
- 「市川由紀乃・齊藤功 結他演歌決定版 第4集」…2010年5月26日

## NHK红白歌合戰紀錄
| 年份/屆數     | 出場 次數 | 曲目       | 出演 次序 | 對決歌手       | 備註 |
| ------------- | --------- | ---------- | --------- | -------------- | ---- |
| 2016年/第67回 | 初        | 我心重覆着 | 6/23      | SEKAI NO OWARI |      |
| 2017年/第68回 | 2         | 人生一路   | 6/23      | 福田广平       |      |

## 外部連結
- 市川由紀乃官方網頁（日語）
- 國王唱片市川由紀乃專頁 （页面存档备份，存于）（日語）
- 由紀乃結晶 （页面存档备份，存于），現時市川由紀乃官方部落格，由2011年10月1日起開始使用至今。（日語）
- 市川由紀乃 ぶろぐ （页面存档备份，存于） 市川由紀乃首個官方部落格（最後更新為2011年3月6日）（日語）